# Angaria
Angaria is een geslacht van weekdieren uit de klasse van de Gastropoda (slakken).

## Soorten
- Angaria aculeata (Reeve, 1842)
- Angaria carmencita Günther, 2007
- † Angaria complanata Gain, Belliard & Le Renard, 2018
- † Angaria constantinensis Gain, Belliard & Le Renard, 2018
- Angaria delphinus (Linnaeus, 1758)
- Angaria formosa (Reeve, 1842)
- Angaria fratrummonsecourorum Günther, 2013
- Angaria guntheri Thach, 2018
- † Angaria gymna (Cossmann & Pissarro, 1902)
- Angaria javanica K. Monsecour & D. Monsecour, 1999
- Angaria kronenbergi Thach, 2018
- Angaria lilianae K. Monsecour & D. Monsecour, 2000
- Angaria melanacantha (Reeve, 1842)
- Angaria monsecourorum Thach, 2016
- Angaria moolenbeeki Thach, 2018
- Angaria nasui Thach, 2016
- Angaria neglecta Poppe & Goto, 1993
- Angaria neocaledonica Günther, 2016
- Angaria nhatrangensis Dekker, 2006
- † Angaria nigellensis Gain, Belliard & Le Renard, 2018
- Angaria nodosa (Reeve, 1842)
- Angaria petuchi Thach, 2018
- † Angaria polyphylla (d'Orbigny, 1850)
- Angaria poppei K. Monsecour & D. Monsecour, 1999
- † Angaria proviliacensis Pacaud, 2017
- † Angaria regleyana (Deshayes, 1824)
- † Angaria reynieri (Cossmann, 1913)
- Angaria rubrovaria Günther, 2016
- Angaria rugosa (Kiener, 1838)
- Angaria scalospinosa Günther, 2016
- † Angaria scobina (Brongniart, 1823)
- † Angaria scutellata Gain, Belliard & Le Renard, 2018
- Angaria sphaerula (Kiener, 1838)
- † Angaria subcalcar (d'Orbigny, 1850)
- Angaria turpini K. Monsecour & D. Monsecour, 2006
- Angaria tyria (Reeve, 1842)
- Angaria vicdani Kosuge, 1980
- Angaria walleri Thach, 2018

### Synoniemen
- Angaria (Angaria) Röding, 1798 => Angaria Röding, 1798
- † Angaria (Angaria) complanata Gain, Belliard & Le Renard, 2018 =>  † Angaria complanata Gain, Belliard & Le Renard, 2018
- † Angaria (Angaria) constantinensis Gain, Belliard & Le Renard, 2018 =>  † Angaria constantinensis Gain, Belliard & Le Renard, 2018
- Angaria (Angaria) gymna (Cossmann & Pissarro, 1902) =>  † Angaria gymna (Cossmann & Pissarro, 1902)
- † Angaria (Angaria) nigellensis Gain, Belliard & Le Renard, 2018 =>  † Angaria nigellensis Gain, Belliard & Le Renard, 2018
- † Angaria (Angaria) polyphylla (d'Orbigny, 1850) =>  † Angaria polyphylla (d'Orbigny, 1850)
- † Angaria (Angaria) proviliacensis Pacaud, 2017 =>  † Angaria proviliacensis Pacaud, 2017
- † Angaria (Angaria) regleyana (Deshayes, 1824) =>  † Angaria regleyana (Deshayes, 1824)
- † Angaria (Angaria) reynieri (Cossmann, 1913) =>  † Angaria reynieri (Cossmann, 1913)
- † Angaria (Angaria) scobina (Brongniart, 1823) =>  † Angaria scobina (Brongniart, 1823)
- † Angaria (Angaria) scutellata Gain, Belliard & Le Renard, 2018 =>  † Angaria scutellata Gain, Belliard & Le Renard, 2018
- † Angaria (Angaria) subcalcar (d'Orbigny, 1850) =>  † Angaria subcalcar (d'Orbigny, 1850)
- † Angaria (Pseudoninella) Sacco, 1896 => Angaria Röding, 1798
- Angaria atrata (Gmelin, 1791) => Euchelus atratus (Gmelin, 1791)
- Angaria distorta (Linnaeus, 1758) => Angaria delphinus (Linnaeus, 1758)
- † Angaria doncieuxi Villatte, 1964 =>  † Angaria subcalcar (d'Orbigny, 1850)
- Angaria laciniata (Lamarck, 1816) => Angaria delphinus (Linnaeus, 1758)
- Angaria lacunosa Barnard, 1963 => Stephopoma lacunosum (Barnard, 1963)
- Angaria plicata (Kiener, 1838) => Angaria rugosa (Kiener, 1838)
- † Angaria valensis Plaziat, 1970 =>  † Angaria subcalcar (d'Orbigny, 1850)